# ربته الذئاب
ربته الذئاب مسلسل خيال علمي ودراما أمريكي من ابتكار آرون غوزيكاوسكي، أذيع للمرة الأولى على قناة HBO Max في 3 أيلول 2020. أخرج رايدلي سكوت الحلقتين الأوليين من المسلسل، وهو أحد منتجيه أيضاً.

## قصة المسلسل
تتمحور قصة مسلسل «ربته الذئاب» حول رجلين آليين (أم وأب) أوكلت إليهما مهمة تربية طفل بشري على كوكب كيلبر-22ب بعد أن دمرت حرب عظيمة كوكب الأرض. وفي الوقت الذي بدأت فيه الخلافات الدينية تهدد ازدهار المستعمرات البشرية، يدرك الرجلان الآليان أن ضبط معتقدات البشر مهمة صعبة وشاقة.

## وصلات خارجية
صفحة المسلسل على موقع IMDB
صفحة المسلسل على HBO Max